# Pastorano
Pastorano község (comune) Olaszország Campania régiójában, Caserta megyében.

## Fekvése
A megye központi részén fekszik, Nápolytól 40  km-re északra, Caserta városától 15 km-re északnyugatii irányban. Határai: Camigliano, Giano Vetusto, Pignataro Maggiore és Vitulazio.

## Története
Első említése a 11. századból származik. 1928 és 1946 között Camigliano része volt. A következő századokban nemesi birtok volt. A 19. században nyerte el önállóságát, amikor a Nápolyi Királyságban felszámolták a feudalizmust.

## Népessége
A népesség számának alakulása:

## Főbb látnivalói
- Santo Secondino-templom
- San Pietro Apostolo-templom
- San Giovanni Evangelista-templom
- Santa Maria Lauretana-kápolna
- Madonna di Costantinopoli-kápolna